# Aechmea ramosa
Aechmea ramosa är en gräsväxtart som beskrevs av Carl Friedrich Philipp von Martius, Schult. och Julius Hermann Schultes. Aechmea ramosa ingår i släktet Aechmea och familjen Bromeliaceae.

## Underarter
Arten delas in i följande underarter:
- A. r. festiva
- A. r. ramosa